# 德泰
德泰（？—？），满洲正白旗人，清朝政治人物。
德泰曾于乾隆五十六年接替成宁任福州府知府一职，乾隆五十七年由邓廷辑接任。嘉庆十五年正月二十一（1810年2月24日），由候补员外郎、中仓监督调任廣西按察使。嘉庆十八年（1813日），罢。